# Mölndals resecentrum
Mölndals resecentrum (tidigare Knutpunkt Mölndalsbro) är en bytespunkt för tåg, spårvagn och buss beläget på och kring en bro i centrala Mölndal med cirka 3,5 miljoner resande per år.  Bron, som är 500 meter lång, byggdes i samband med motorvägsbygget i slutet på 1970-talet och korsar motorvägen E6/E20 samt Västkustbanan. I samband med bygget breddades bron för att skapa plats för busshållplatser på norra sidan. 

## Järnvägsstation
Mölndals station trafikeras av Västtågen på linjerna Göteborg-Kungsbacka/Varberg samt Öresundståg mellan Göteborg och Malmö/Köpenhamn. 
Mölndals station, tidigare känd som Fässbergs station och Mölndals nedre station, hade förr i tiden ett stationshus som byggdes i samband med järnvägens tillkomst 1888. Den låg cirka 300 meter nordöst om den byggnad som finns nu. 1972 slutade tågen göra uppehåll vid Mölndals nedre. Det gick då endast fjärrtåg. 1992 öppnades pendeltåg Göteborg-Kungsbacka med en perrong under bron och en fast trappa men ingen byggnad. Spåren och perrongen ligger öster om motorvägen och nås med en rulltrappa eller hiss (som byggdes 2003) från bron. Öresundstågskonceptet infördes år 2000, och dessa tåg stannar i Mölndal vilket innebär direkta tåg till Köpenhamn.
Järnvägsstationen kommer att byggas ut och får sex spår med tre perronger inför öppnandet av nya järnvägen mot Borås. Stationen kommer också att få tågförbindelse till Västlänken och Korsvägen station.

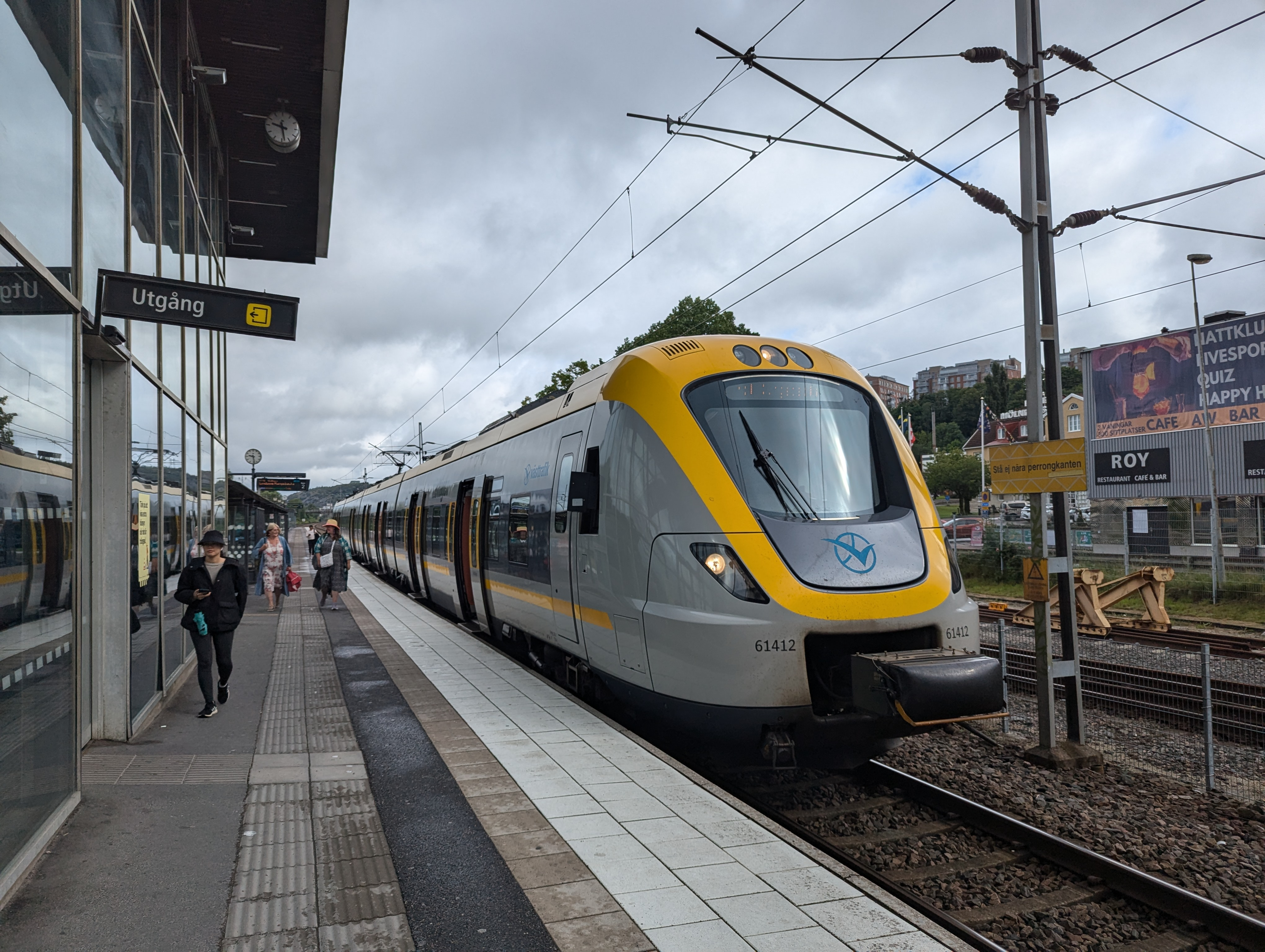
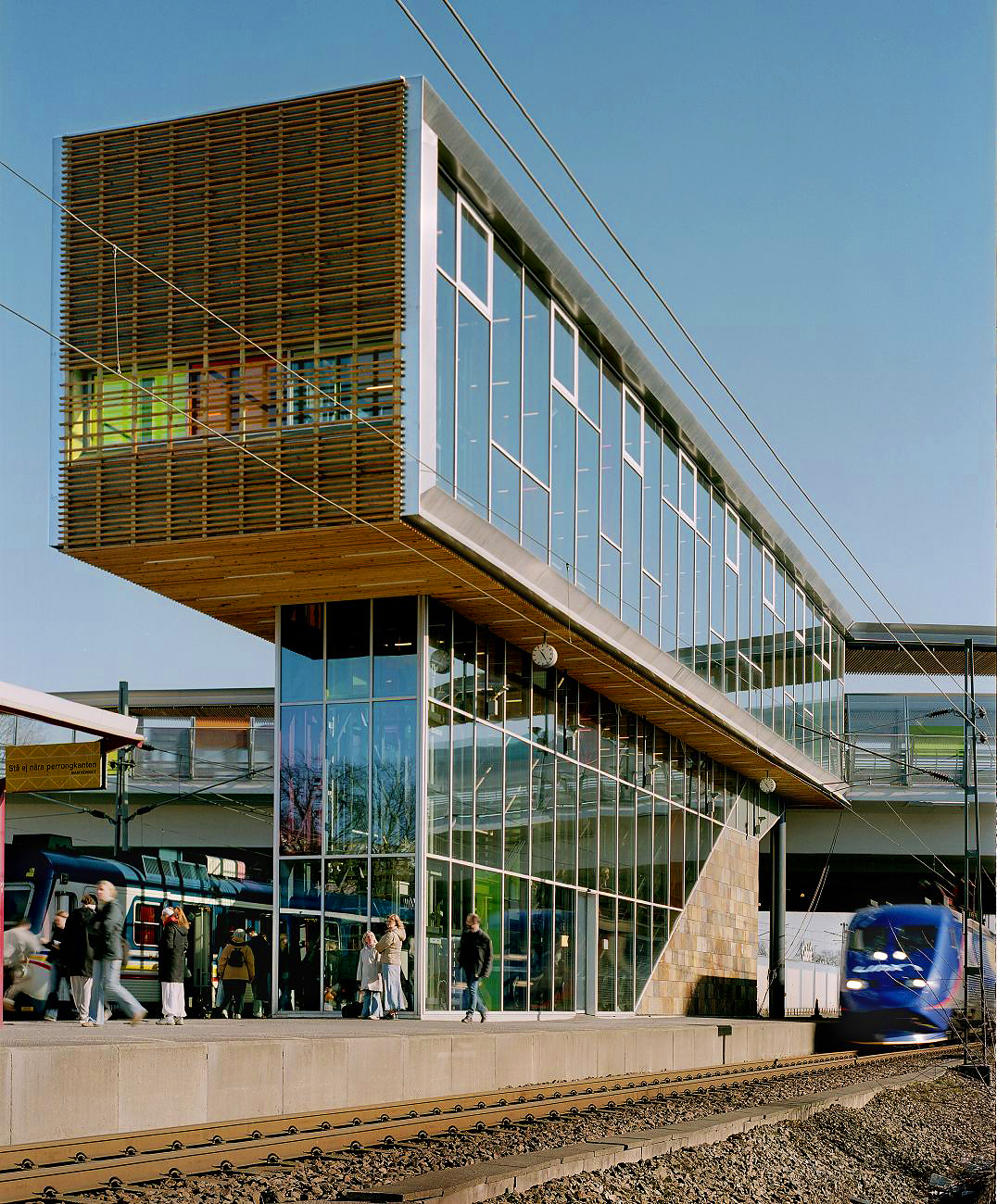
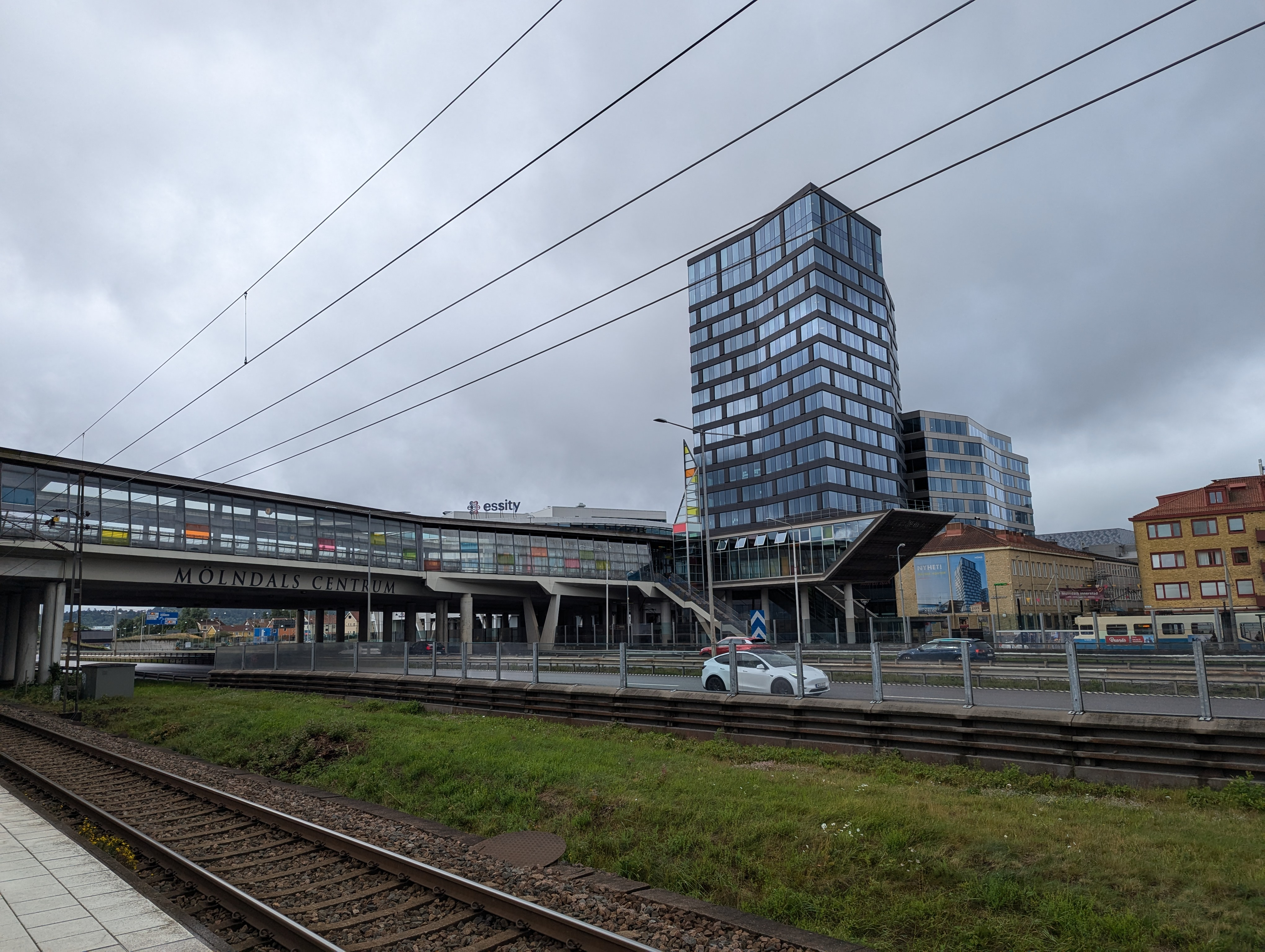
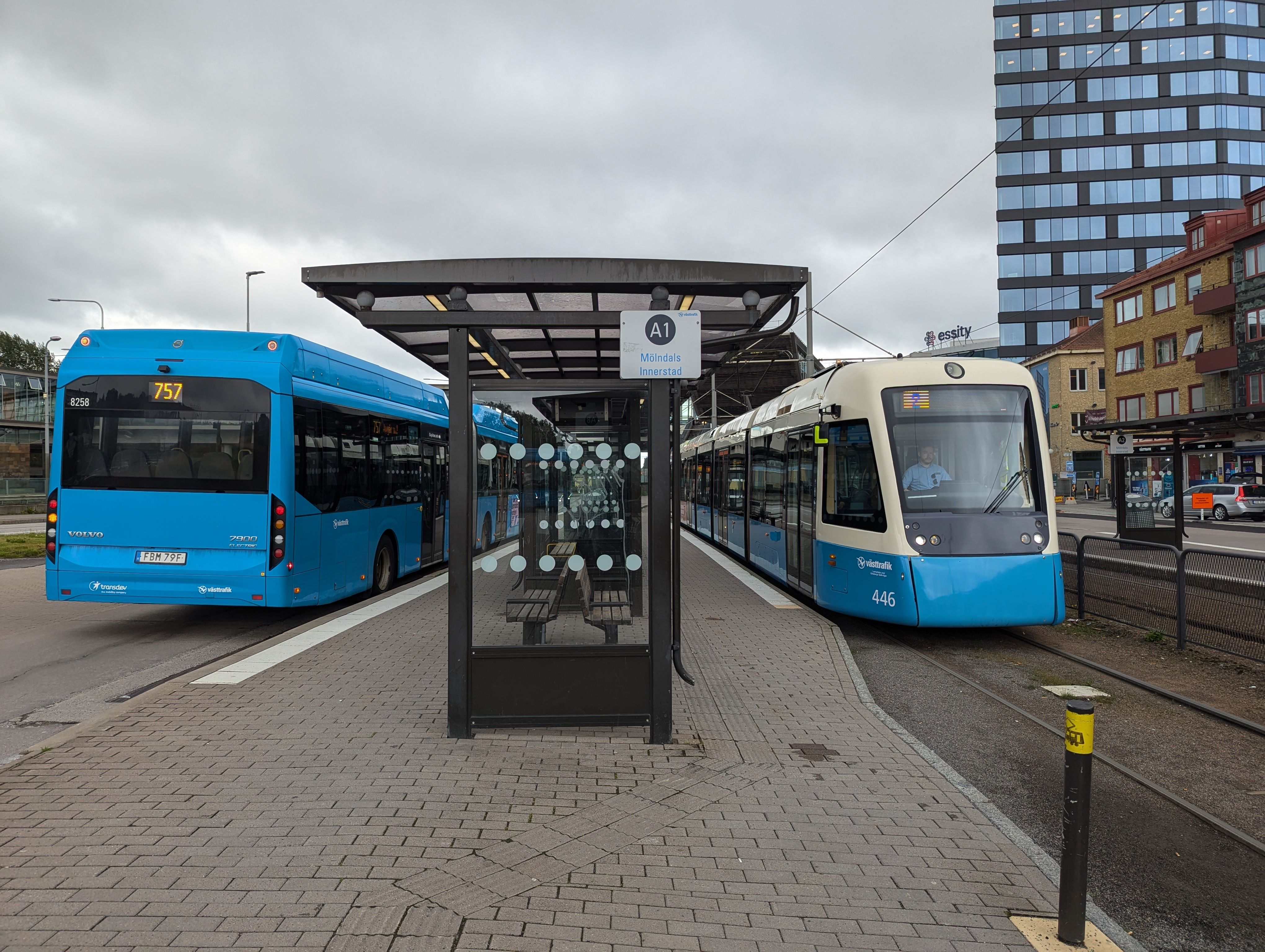
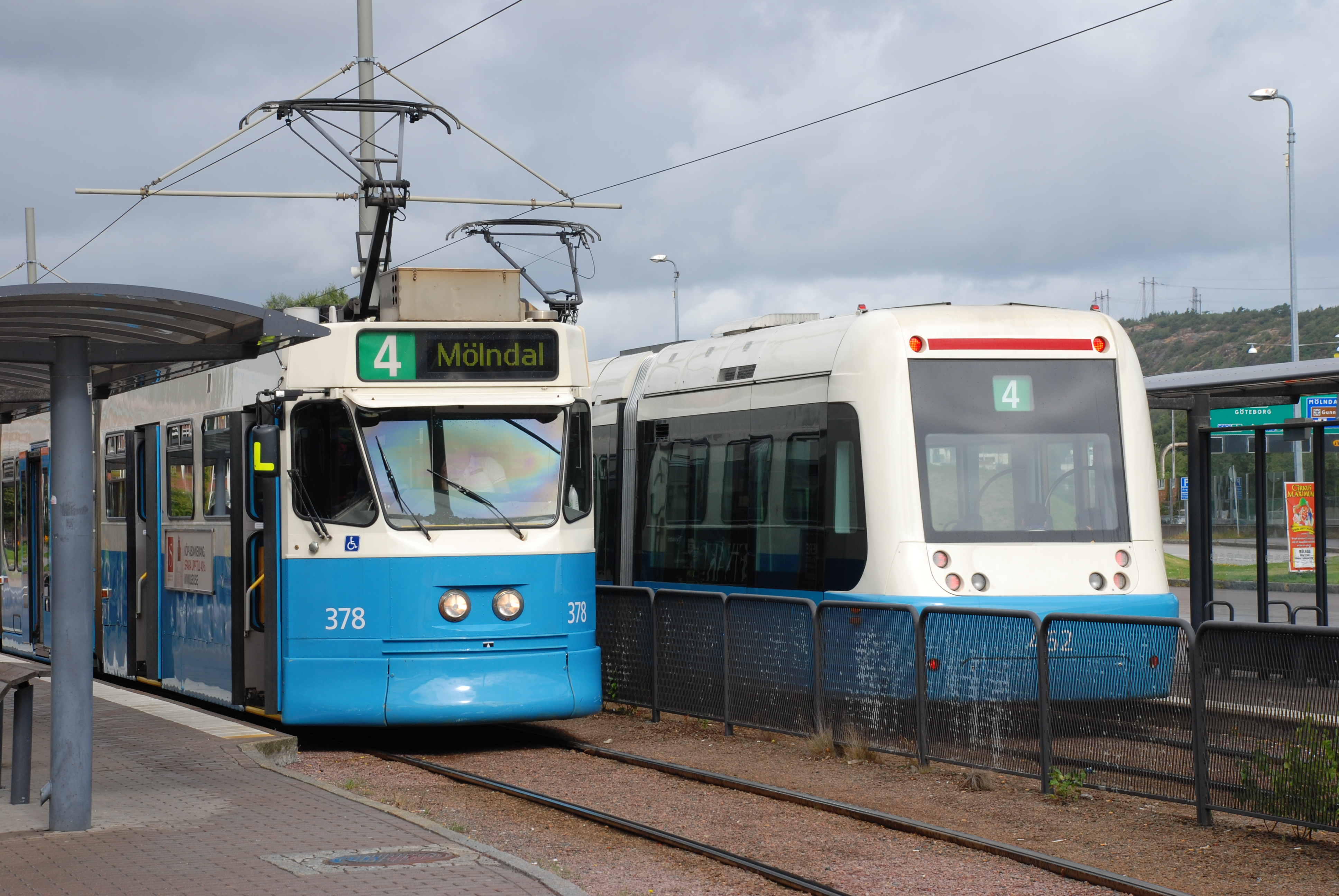
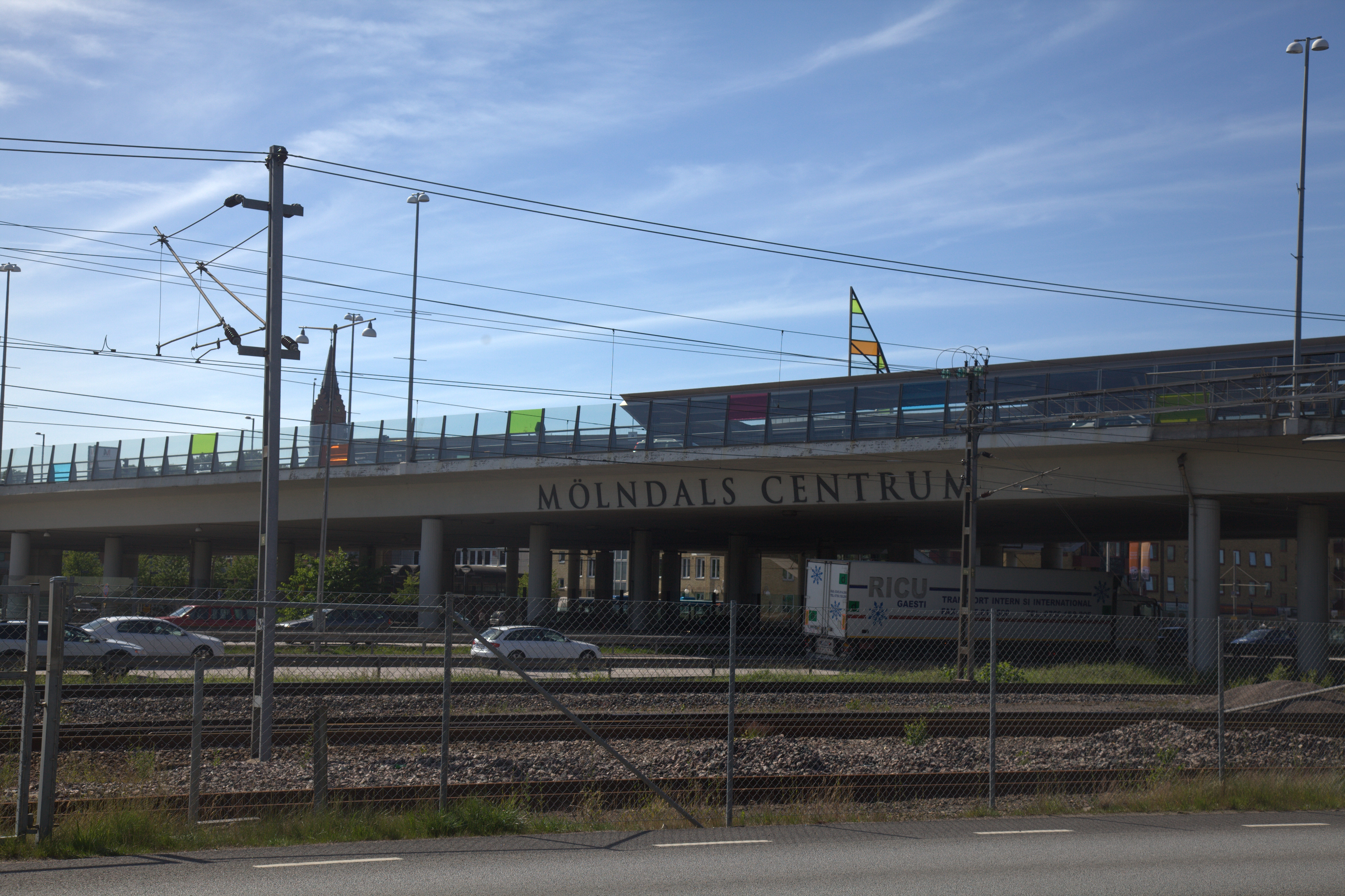
Mölndals resecentrum sett från sydost

## Spårvagnshållplats
Under bron finns hållplatsen Mölndals innerstad för spårvagn linje 2 mot Högsbotorp och linje 4 mot Angered. Söder om bron byggdes under 2012 en andra gräsbevuxen vändslinga för spårvagnarna. 23 november 2012 påbörjades treveckorsarbetet med att flytta spårvagnshållplatsen 30 meter närmare resecentrets övre plan och Brogatan samt byggandet av ny passage över spåren för enklare byten mellan de olika färdsätten.

## Busshållplatser

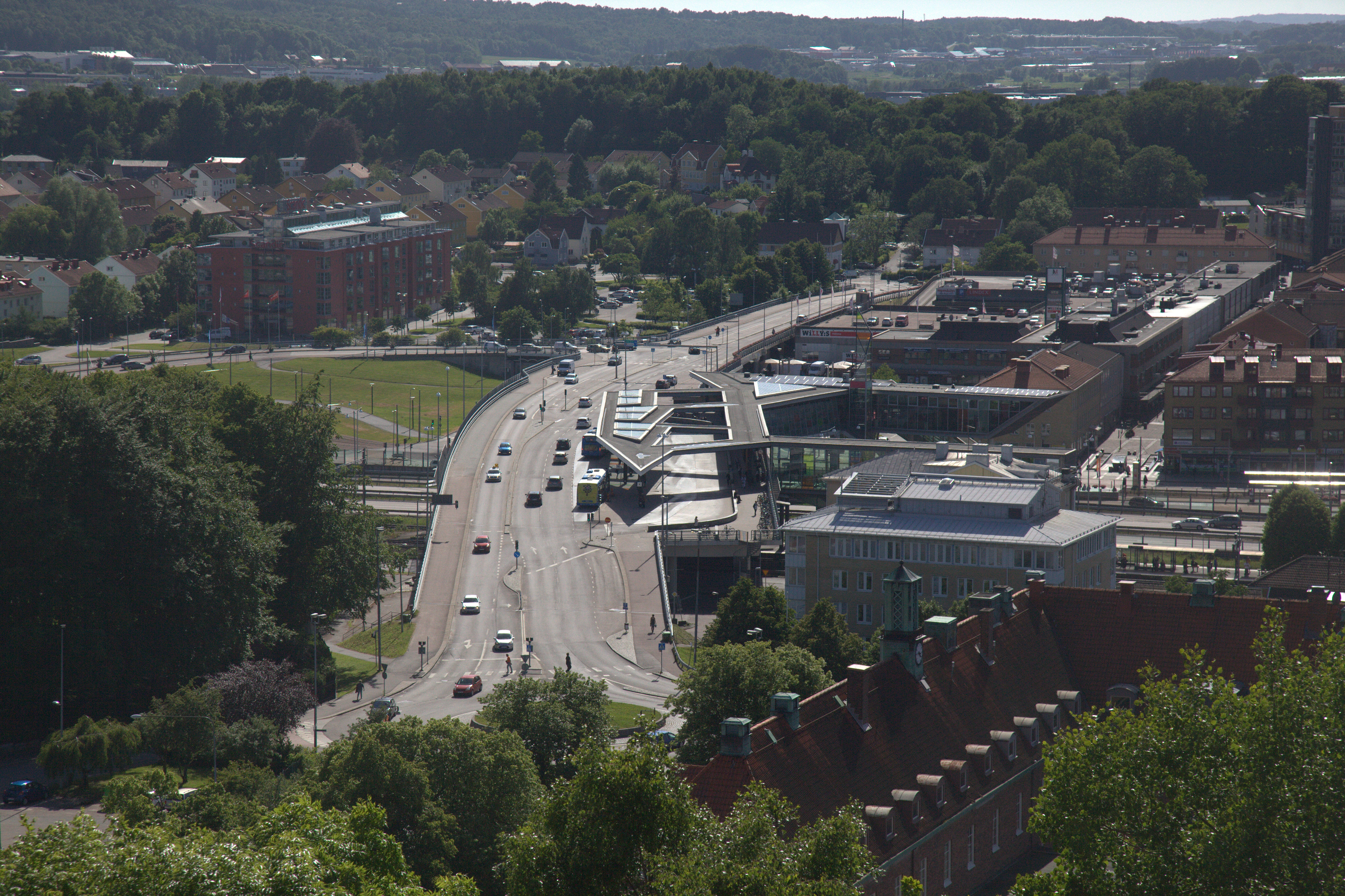
Vy från Störtfjället med busshållplatserna synliga i mitten av bilden

Vid och på Mölndalsbro finns två grupper av busshållplatser, en uppe på bron och en nere vid spårvägen. Det finns rulltrappa och hiss mellan delarna. Även före byggandet av resecentret fanns busshållplatser både på och under bron. Bron var smalare då och det var färre hållplatser, och endast en fast trappa mellan.
Hållplatsläget uppe på bron benämns Mölndals bro och hållplatsläget nedanför bron, intill spårvagnshållplatsen, benämns Mölndals innerstad.

## Cykelgarage
Vid Mölndalsbro finns utöver vanliga cykelställ också fyra cykelgarage med vardera åtta låsbara bås, alltså totalt 32 st. Båsen hyrs ut månadsvis.

## Namnbyten
År 2002 fick kollektivtrafikanläggningen namnet "Knutpunkt Mölndal", vilket år 2003 ändrades till "Knutpunkt Mölndalsbro" efter en motion. Begreppet "Mölndals innerstad", som ersatte namnet "Mölndals Centrum", infördes år 2017, varvid hållplatserna nedanför bron fick namnet "Mölndals innerstad". Hållplatslägena ovanpå bron, samt tågstationen, kom att behålla namnet "Mölndal station". I juni 2020 beslutade kommunstyrelsen i Mölndals kommun, efter önskemål från Västtrafik, att ändra namnet på anläggningen från Knutpunkt Mölndalsbro till Mölndals resecentrum, samt att ändra namn på busshållplatsen uppe på bron från Mölndal station till Mölndals bro. Tågstationen behöll namnet Mölndal station.

## Terminalbyggnad
Uppe på Mölndalsbro byggdes resecentrets terminalbyggnad mellan 15 maj 2002 och 31 mars 2003, efter en arkitekttävling våren 2000. Den ligger rakt ovanför spårvagnsspåren, väster om motorvägen. I byggnaden finns tidningskiosk, hamburgeri och väntutrymme. Terminalen ligger även nära Mölndal Galleria.

## Kritik tas på allvar
Efter utbyggnationen har genom åren framförts klagomål som rör buller från motor- och järnväg, bråk samt blåst och regn. Missbrukare har haft byggnaden som tillhåll varför väktare har patrullerat ofta. För att komma tillrätta med alla synpunkter gjorde Västtrafik en ombyggnad med ny och tystare vänthall närmare busshållplatserna. Dessutom planerades för nytt hamburgeri, ny frisersalong i gamla vänthallen och nya vindskydd som stod färdiga till våren 2010.
I april-maj 2012 byggdes ännu högre glasskärmar för att motverka buller och vind. Kostnaden på 6 Mkr delades lika mellan Mölndals Stad och Västra Götalandsregionen.

## Prisad arkitektur
Resecentret byggdes av NCC (juni 2001 - april 2003) samt invigdes 11 april 2003. Bakom Knutpunkt Mölndalsbro, som 12 maj 2004 vann Svenska Stadskärnors pris för god design, står bland andra arkitekten Gert Wingårdh, konstnären Mats Theselius, landskapsarkitekten Håkan Johnsson och konstnären Yngve Brotén. Totalkostnaden på 200 Mkr delades lika mellan Mölndals kommun och Västtrafik.